# Télécabine de l'Eau d'Olle Express
La télécabine de l'Eau d'Olle Express est une télécabine française située dans les Alpes, en Isère. Reliant la commune d'Allemond à la station d'Oz, elle est intégrée aux remontées mécaniques du domaine skiable de l'Alpe d'Huez. 

## Histoire
La télécabine vise à offrir une meilleure accessibilité aux pistes de ski d'Oz-en-Oisans et de l'Alpe d'Huez depuis le bas de la vallée, en complément du téléphérique Vaujany-Alpette au départ de Vaujany et des différents accès routiers menant aux différentes stations, ce qui en fait un ascenseur valléen.
Après des procédures administratives débutées en octobre 2016, les travaux réalisés par Leitner se déroulent de fin 2019 à début 2020 pour une mise en service en décembre 2020.

## Caractéristiques
La remontée mécanique monocâble est équipée de 33 cabines Diamond de 10 places. Le débit est de 1 100 personnes par heure mais l'ouvrage est dimensionné pour s'adapter à la fréquentation son débit peut passer à 2 000 personnes par heure,.
La gare aval est située dans le bas du village d'Allemond, le long de la route départementale 526 et de l'Eau d'Olle, à 728 mètres d'altitude. La gare amont est située à Oz-en-Oisans, à 1 384 mètres d'altitude, juste au-dessus de la station ce qui facilite les liaisons à ski avec les autres remontées mécaniques, les télécabines de l'Alpette et du Poutran.

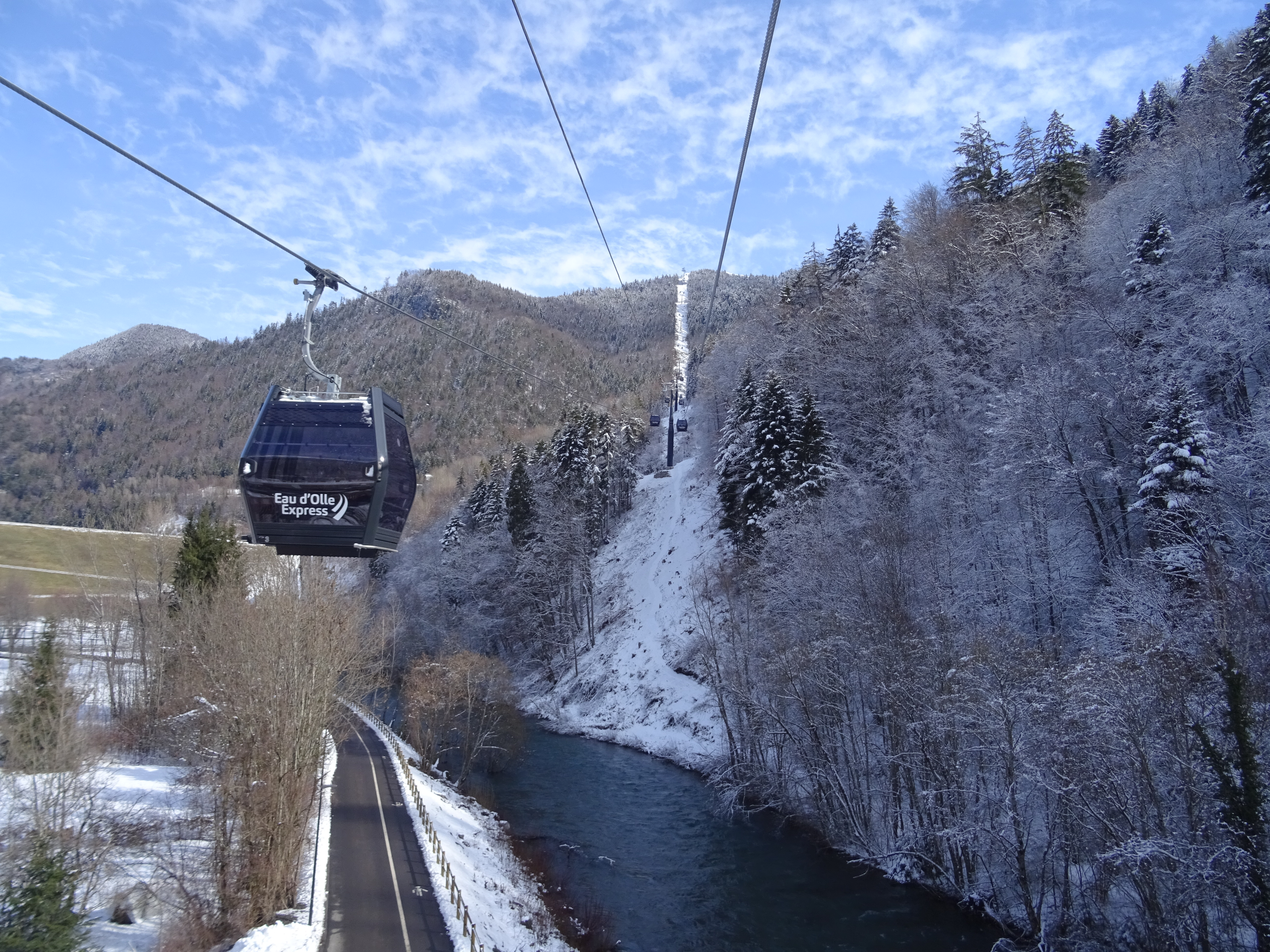
Le départ depuis la gare aval.
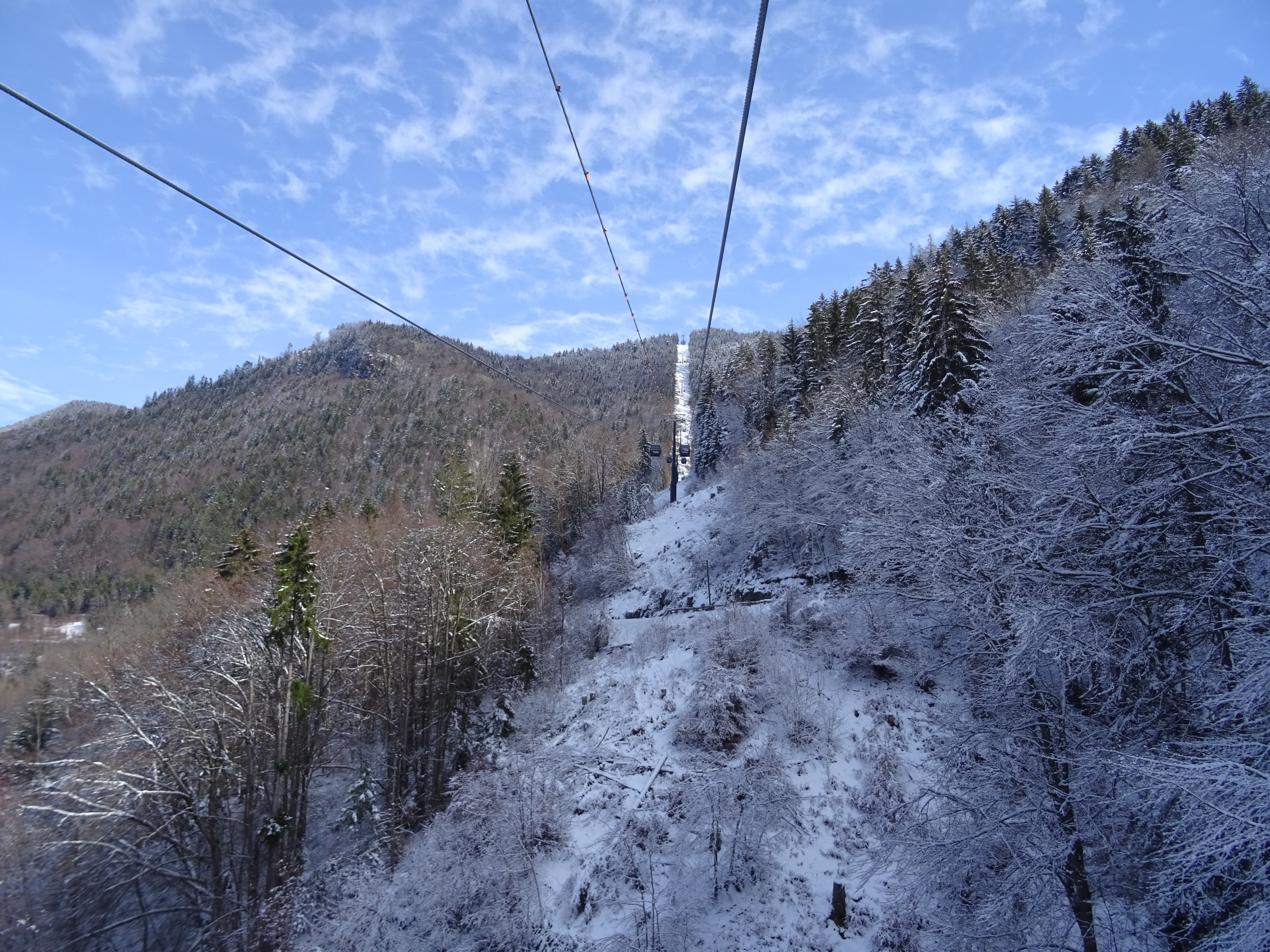
L'ascension dans la forêt au-dessus du lac du Verney.
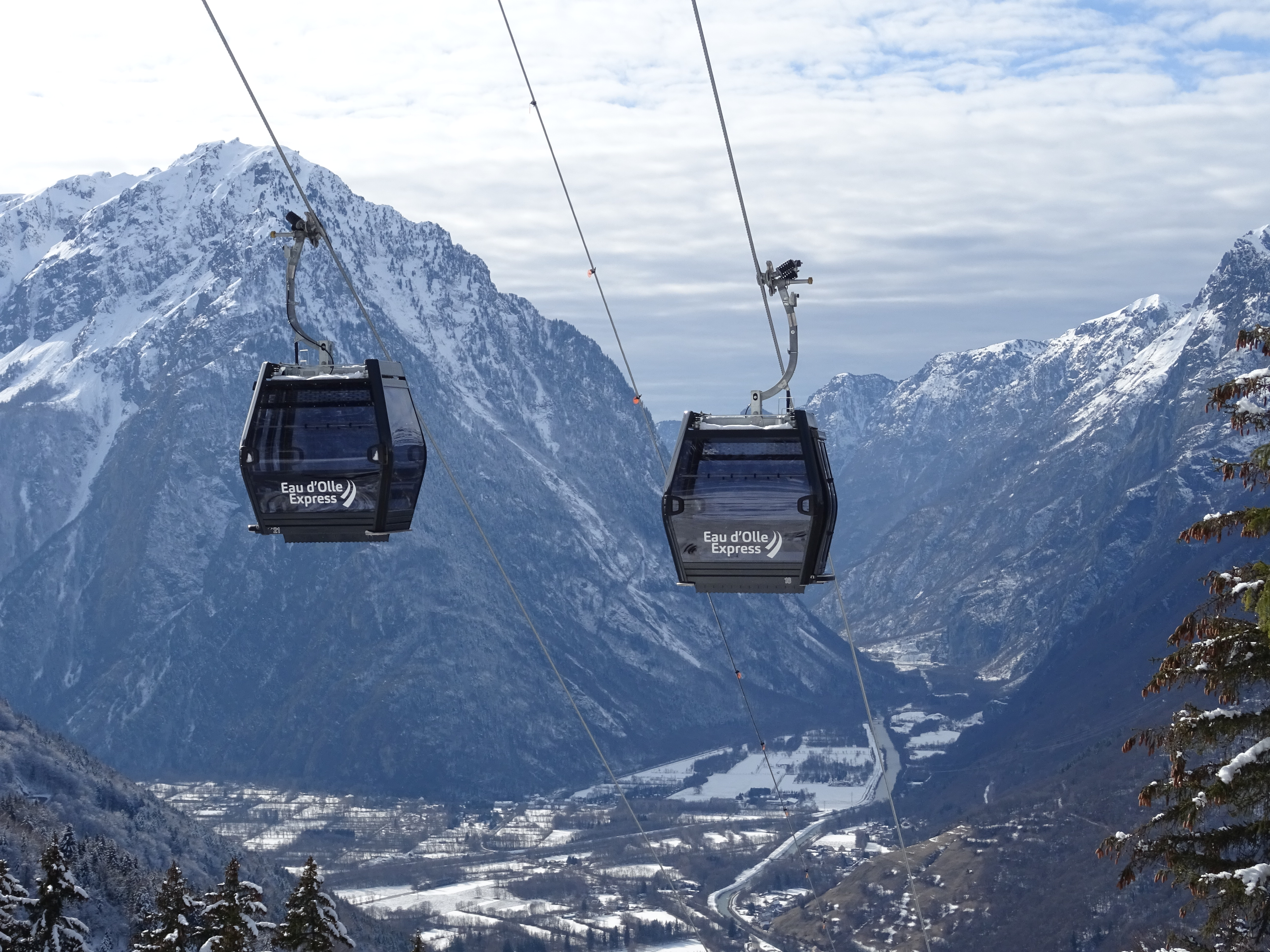
La vue en direction de l'aval à proximité du point culminant du trajet.
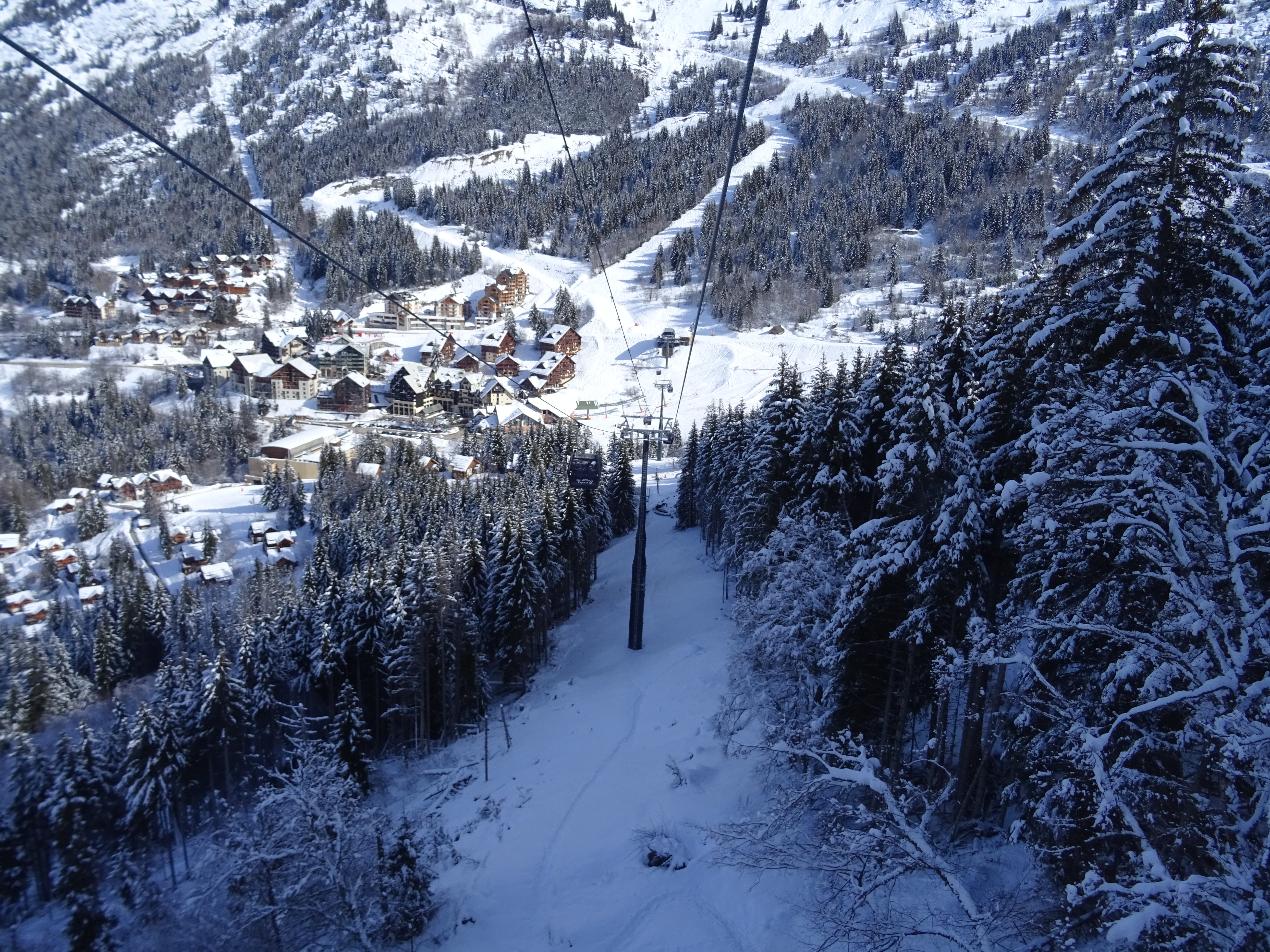
L'arrivée sur Oz-en-Oisans.
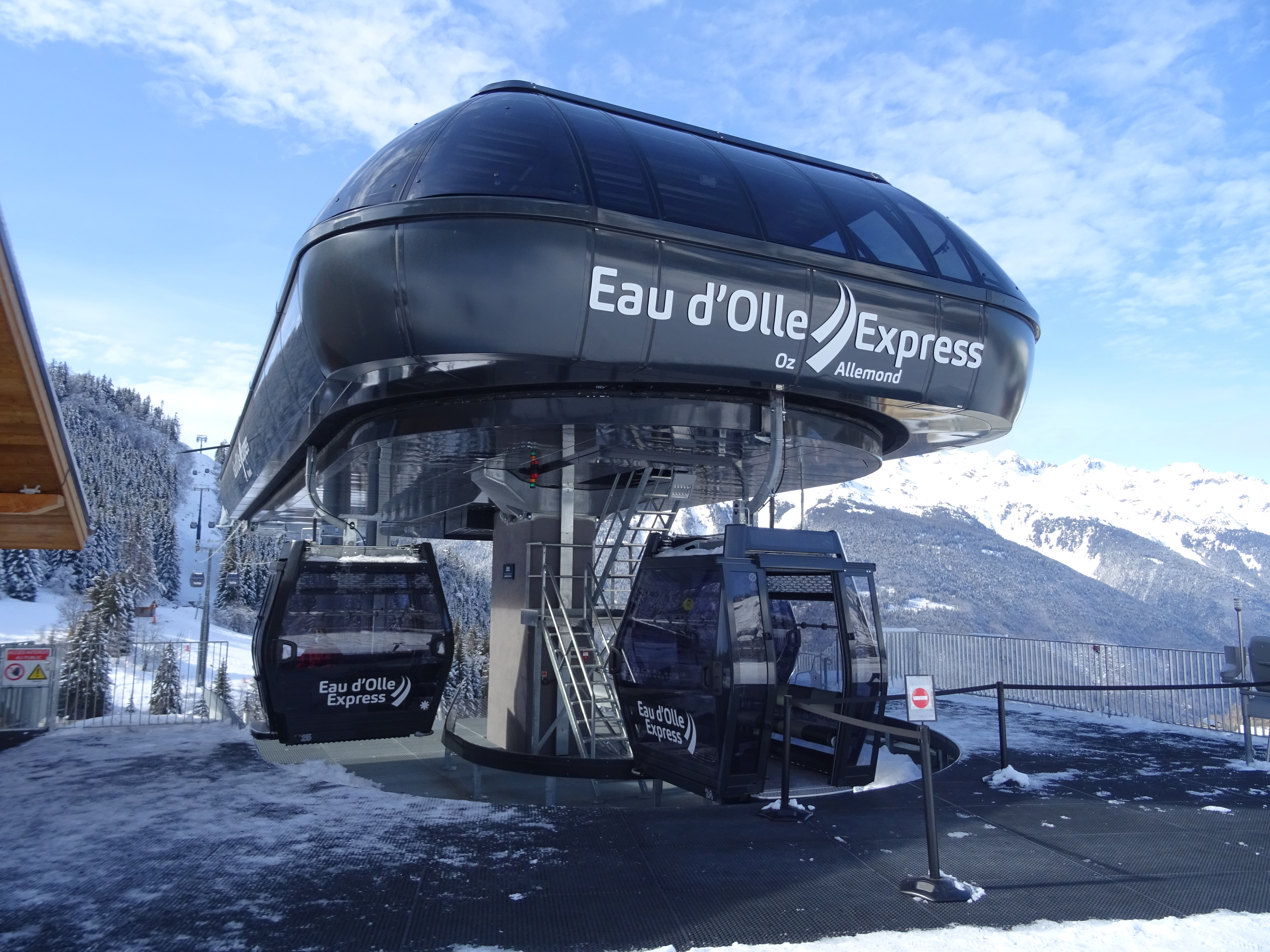
La gare amont.